# Залесинка
Залесинка — река на территории России, протекает по Полесскому району Калининградской области.

## География и гидрология
Река Залесинка, сливаясь с рекой Завитой, образует Головкинский канал, её устье расположено у села Зеленово, в 22 километрах от устья Головкинского канала, общая протяжённость реки Залесинки и впадающей в неё канавы Тёмной 16 километров.
Через реку Залесинку и канаву Тёмную переброшены 9 железобетонных мостов.

## Данные водного реестра
По данным государственного водного реестра России относится к Балтийскому бассейновому округу, водохозяйственный участок реки — реки бассейна Балтийского моря в Калининградской области без рек Неман и Преголя. Относится к речному бассейну реки Неман и рекам бассейна Балтийского моря (российская часть в Калининградской области).
Код объекта в государственном водном реестре — 01010000312104300009827.